# Xã Fulton, Quận Fulton, Ohio
Xã Fulton (tiếng Anh: Fulton Township) là một xã thuộc quận Fulton, tiểu bang Ohio, Hoa Kỳ. Năm 2010, dân số của xã này là 3.182 người.